# Cathédrale Saints-Pierre-et-Paul de Lubumbashi
Pour les articles homonymes, voir Cathédrale Saints-Pierre-et-Paul.
La cathédrale Saints-Pierre-et-Paul est une cathédrale catholique située à Lubumbashi, dans la province du Haut-Katanga en République démocratique du Congo. Elle est le siège de l'Archidiocèse de Lubumbashi.

## Historique
L'histoire de la cathédrale Saints-Pierre-et-Paul remonte à 1920. Monseigneur Jean-Félix de Hemptinne l'a fait édifier.
Les vitraux Sainte Lucie et Sainte Marthe, ainsi que le bourdon ont été offerts par Jean Deschacht lors du mariage de leur fille Marie Louise avec le docteur Paul Brutsaert le 1er octobre 1929.
...Les églises d'Afrique, si souvent indécises entre l'ampleur et la modestie, entre le style d'Europe et un style du Congo qu'elles devaient inventer...La cathédrale de Lubumbashi échappe au doute : considérable sans immensité, ample sans lourdeurs, accordée dans son romantisme et ses briques roses, à une lumière qu'on dirait italienne..
 La cathédrale Saints-Pierre-et-Paul  est grande par la pureté de son style et par ses dimensions - si inattendues et si significatives, au coeur même de l'Afrique- elle exhale une joie mystique et candide et elle inspire la prière. C'est une cathédrale simple et bénie.